# Droga wojewódzka nr 765
Droga wojewódzka nr 765 (DW765) – droga wojewódzka w woj. świętokrzyskim o długości 55,1 km łącząca DK73 i DK78 w Chmielniku z DK79 w Osieku. Droga przebiega przez 3 powiaty: kielecki (gmina Chmielnik), buski (gmina Gnojno) oraz staszowski (gminy: Szydłów, Staszów, Rytwiany i Osiek).

## Rozbudowa drogi
Na lata 2009–2011 planowana była rozbudowa ok. 36 km drogi wojewódzkiej nr 765 łączącej miasto Chmielnik z miastem Staszów oraz obwodnicy miejscowości Kurozwęki o długości ok. 4 km. Na rozbudowanym odcinku szerokość jezdni podwyższy się do 7 m (dwa pasy ruchu po 3,5 m). Ostatecznie inwestycję zrealizowano w latach 2011–2012, a jej końcowym etapem było otwarcie 20 grudnia 2012 obwodnicy miejscowości Kurozwęki. W ramach inwestycji wybudowano również rondo na skrzyżowaniu drogi wojewódzkiej nr 765 z drogą wojewódzką 764. Natomiast w latach 2013–2014 wykonano drugi etap rozbudowy drogi na odcinku Staszów – Osiek. Inwestycja ta zakończyła się oddaniem do użytku obwodnicy Osieka 18 grudnia 2014 roku.

## Miejscowości leżące przy trasie DW765
- Chmielnik – obwodnica
- Szydłów
- Kurozwęki – obwodnica
- Staszów – obwodnica
- Osiek – obwodnica